# Hävlingen
Hävlingen är en sjö i Älvdalens kommun i Dalarna och ingår i Dalälvens huvudavrinningsområde. Sjön har en area på 3,12 kvadratkilometer och ligger 777,1 meter över havet. Sjön avvattnas av vattendraget Storån. Vid provfiske har bland annat abborre, elritsa, gädda och lake fångats i sjön.

## Delavrinningsområde
Hävlingen ingår i det delavrinningsområde (690295-132191) som SMHI kallar för Utloppet av Hävlingen. Medelhöjden är 865 meter över havet och ytan är 23,14 kvadratkilometer. Räknas de 10 avrinningsområdena uppströms in blir den ackumulerade arean 76,25 kvadratkilometer. Storån som avvattnar avrinningsområdet har biflödesordning 2, vilket innebär att vattnet flödar genom totalt 2 vattendrag innan det når havet efter 520 kilometer. Avrinningsområdet består mestadels av skog (40 procent) och kalfjäll (45 procent). Avrinningsområdet har 3,13 kvadratkilometer vattenytor vilket ger det en sjöprocent på 13,5 procent.

## Fisk
Vid provfiske har följande fisk fångats i sjön:
- Abborre
- Elritsa
- Gädda
- Lake
- Röding
- Öring

## Flygolyckan på Hävlingen 1997
Den 9 augusti 1997 misslyckades ett taxiplan med starten från sjön, och kolliderade med en ås på sjöns södra sida, varav tre av de fyra ombord omkom.